# ジェットブラック
ジェットブラック（Jet black）とは、ダークチャコールやシャドーグレーに近い色で無彩色の一種。

## 近似色
- ダークチャコール
- シャドーグレー